# Лімб (інструмент)

Лімб теодоліта.

Лімб (лат. limbus — «пояс») — циліндричне або конічне кільце або диск, розділений штрихами на рівні частки (градуси, мінути), служить для відліку кутів. Застосовується в різних кутомірних інструментах. Лімбом забезпечуються також гвинти супортів і столів металорізальних верстатів.